# آلاستر گوردون
آلاستر گوردون (انگلیسی: Alastair Gordon; ۸ دسامبر ۱۹۷۶ – ) قایقران روئینگ اهل استرالیا بود.
وی در مسابقات کشوری و بین‌المللی در مجموع برندهٔ ۱ مدال نقره، ۱ مدال برنز شده‌است.